# Führerbunker

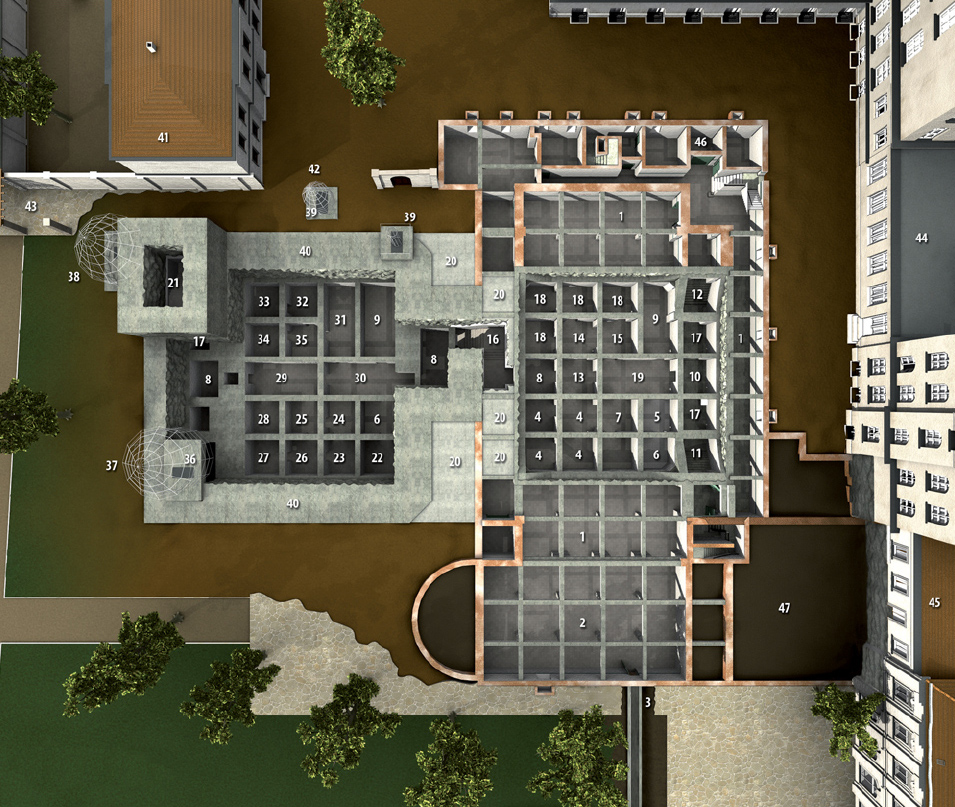
Aufteilung des Führerbunkers (Computermodell)

Als Führerbunker bezeichnete man zwei der unterirdischen Luftschutzräume in Berlin, die Adolf Hitler in den letzten Wochen des NS-Staates als Führerhauptquartier dienten. Hitler beging im Führerbunker Suizid. An der Stelle des ehemaligen Bunkers nahe dem heutigen Denkmal für die ermordeten Juden Europas befindet sich nun ein Parkplatz.

## Geschichte

### Vor und während des Zweiten Weltkriegs

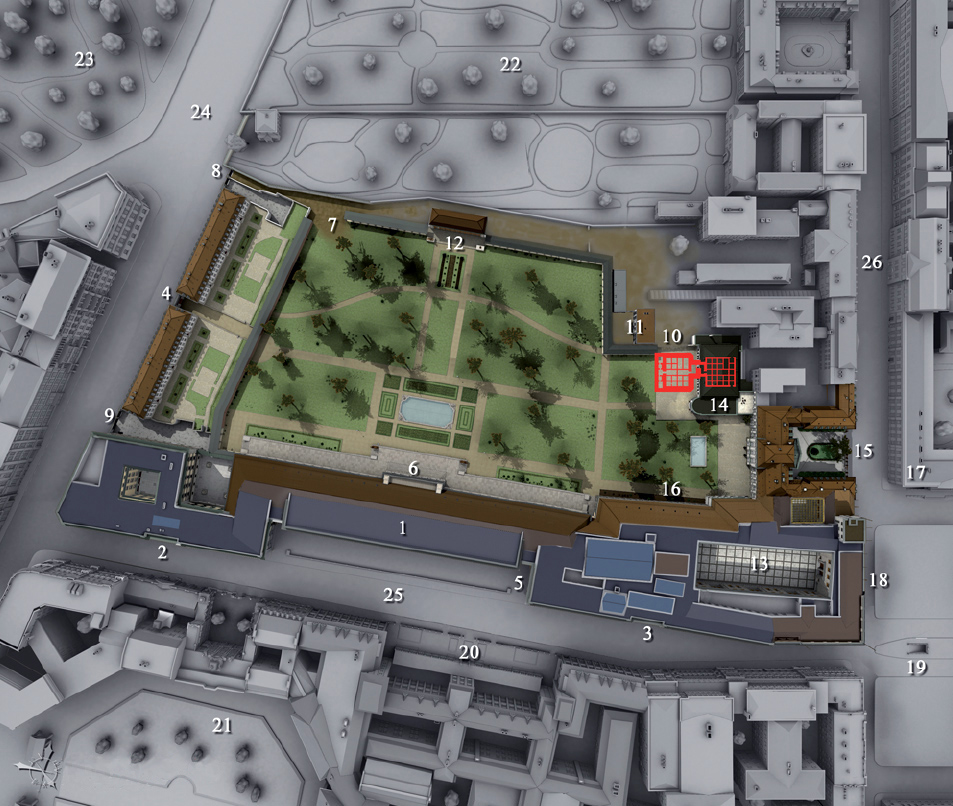
Lage des Führerbunkers (rot) im Garten der Reichskanzlei

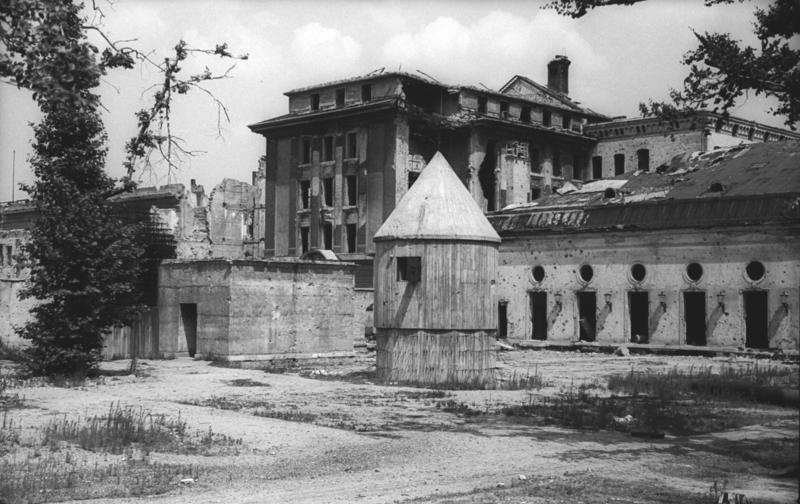
1947: Notausgang (links) und runder Einmannbunker für die Wache, rechts die Gartenfront der Neuen Reichskanzlei

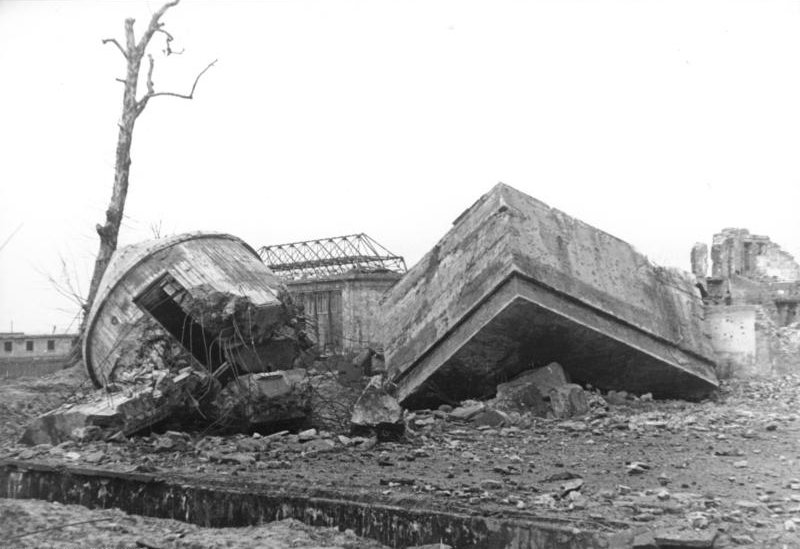
Gesprengter Führerbunker, 1947

Von August 1935 bis Januar 1936 wurde im Garten der (alten) Reichskanzlei ein Festsaal mit angeschlossenem Wintergarten errichtet. Der darunter befindliche Luftschutzkeller sollte Hitler als privater Bunker dienen. Am 18. Januar 1943 befahl Hitler den Bau eines an den Luftschutzkeller angeschlossenen weiteren Bunkers in einer wesentlich stärkeren Bauart. Der Luftschutzkeller wurde damit zum Vorgänger des neuen Hauptbunkers, mit dessen Arbeiten im April 1944 begonnen wurde.
Am 16. Januar 1945 kehrte Hitler nach Berlin zurück und bezog seine Wohnräume in der Reichskanzlei. Diese wurden bei dem schweren US-amerikanischen Luftangriff am 3. Februar 1945 zerstört. Hitler zog daraufhin in den Führerbunker, den er bis dahin nur zum Schlafen und während der alliierten Luftangriffe genutzt hatte. Im Laufe der nächsten Wochen verlegte Hitler all seine Aktivitäten in den Bunker, worauf auch sein engerer Stab, seine Adjutanten, das Führerbegleitkommando und Martin Bormann sich im Wesentlichen dort aufhielten. Ab dem 7. März 1945 wohnte auch Eva Braun dauerhaft im Bunker und bezog neben Hitlers Zimmer einen Raum mit einem Ankleidezimmer. Eine Woche nach Beginn der Schlacht um Berlin folgte am 22. April Propagandaminister Joseph Goebbels mit seiner Familie. Der Minister erhielt ein eigenes Zimmer im Hauptbunker, seine Frau Magda wohnte mit ihren sechs Kindern im Vorbunker.
Am 29. April 1945 verfasste Hitler im Bunker sein politisches und sein privates Testament. Im Anschluss heiratete er Eva Braun. Tags darauf nahmen beide sich in Hitlers Wohn- und Arbeitsraum im Bunker das Leben. Ihre Leichen wurden vor dem Notausgang des Bunkers im Garten der Neuen Reichskanzlei mit Benzin übergossen und verbrannt. Am 1. Mai nahmen sich auch Joseph und Magda Goebbels am Notausgang des Bunkers das Leben. Zuvor waren die sechs Goebbels-Kinder in deren Schlafraum im Vorbunker, vermutlich von der eigenen Mutter, zunächst betäubt und dann mit Blausäure getötet worden. Der Generalstabschef des Heeres Hans Krebs und der Chefadjutant des OKW Wilhelm Burgdorf vergifteten sich im Kartenraum des Bunkers. Auch der Chef des Führerbegleitkommandos Franz Schädle brachte sich im Bunker um. In der Nacht vom 1. auf den 2. Mai verließen die restlichen Insassen den Bunker, darunter auch Martin Bormann. In den Morgenstunden des 2. Mai gab der in Tempelhof im Haus Schulenburgring 2 stationierte Kampfkommandant der Wehrmacht für Berlin, General Helmuth Weidling, den Befehl zur Einstellung aller Kampfhandlungen. Daraufhin besetzten Einheiten der Roten Armee den verlassenen Bunker.

### Nach dem Zweiten Weltkrieg
Nach dem Zweiten Weltkrieg versuchte die Rote Armee, den Bunker zu sprengen. Dabei wurden die oberirdischen Aufbauten (Entlüftungstürme und Notausgang) und die Innenwände des Bunkers stark beschädigt. Im Juni 1959 veranlasste die DDR-Regierung einen weiteren Sprengversuch, der erfolglos blieb, woraufhin die oberirdischen Ruinen durch einen Erdhügel verdeckt wurden. Im Zuge der Neuerrichtung von Großplattenwohnblocks an der Westseite der damaligen Otto-Grotewohl-Straße (heute: Wilhelmstraße) in den Jahren 1988 und 1989 wurde die Stahlbetondecke des Hauptbunkers mitsamt etwa der Hälfte seiner Außenwände bei der Tiefenenttrümmerung des Geländes entfernt und die noch bestehenden Hohlräume verfüllt. Der Vorbunker wurde komplett beseitigt. Wegen der hohen Rückbaukosten blieben Bodenplatte und Teile der Außenwände in der Erde. Der Grafiker Erhard Schreier konnte während dieser Arbeiten Skizzen und Fotoaufnahmen anfertigen.
Der Ort, wo sich heute die Reste des Bunkers im Boden befinden, ist mit einer Informationstafel an der Gertrud-Kolmar-Straße Ecke In den Ministergärten gekennzeichnet, die vom Verein Berliner Unterwelten kurz vor der Fußballweltmeisterschaft am 8. Juni 2006 aufgestellt wurde, um der Mythenbildung vorzubeugen. An die Reichskanzlei und den Bunker erinnert an der Wilhelm- Ecke Voßstraße eine Tafel der Stiftung Topographie des Terrors. Im Bereich des Bunkers befindet sich heute ein Parkplatz.

## Bauweise
Die Böden der Räume der bis zu acht Meter unter der Erde liegenden Bunker waren mit weißen Steingutfliesen ausgelegt, wie sie für Badezimmer üblich sind.

### Vorbunker
Der Vorbunker hatte eine Sohltiefe von 6,40 m, eine Raumhöhe von 3,05 m und Innenmaße von 15,50 m × 18,50 m. Die Bodenplatte hatte eine Stärke von 2,50 m, die Deckenplatte war zunächst 1,60 m stark und wurde 1944 im Zuge des Baus des Hauptbunkers auf 2,60 m verstärkt, wozu man den Fußboden des Festsaals öffnete. Der Bunker war weitestgehend autark. Er besaß 23 Räume, darunter Schleusenräume mit gasdichten Stahltüren, ein Dieselgenerator-Aggregat von 40 kW sowie Luftfilter. Des Weiteren hatte er Sanitäreinrichtungen und eine Küche.

### Hauptbunker
Der Hauptbunker lag tiefer als sein Vorgänger und wurde von diesem aus betreten, sowie durch den Notausgang, der in den Garten der Neuen Reichskanzlei führte. Seine Sohltiefe lag bei 8,50 m. Die Raumhöhe betrug laut unterschiedlicher Angaben zwischen 2,85 und 3,05 m, die Innenmaße waren 15,50 m × 18,50 m. Die Bodenplatte hatte eine Stärke von 2,5 m, die Deckenplatte war laut unterschiedlichen Angaben um die 4 Meter stark. Sie war durch Stahlträger an der Deckenunterseite zusätzlich verstärkt. Der Hauptbunker war weitestgehend autark. Er besaß ebenfalls 23 Räume, darunter Luftschleusen mit gasdichten Stahltüren, ein Stromerzeugungsaggregat mit Dieselmotor sowie eine Be- und Entlüftungsanlage mit drei Luftfiltern.
Im Hauptbunker befanden sich die Räume von Joseph Goebbels, Eva Braun, Adolf Hitler sowie Rochus Misch, der die Fernsprech- und Fernschreibanlagen im Bunker bediente. Außerdem waren hier auch die Telefonzentrale und der Kartenraum, in dem täglich um 17 Uhr eine Lagebesprechung stattfand.

## Bekannte Bewohner
- Adolf Hitler, 16. Januar – 30. April 1945
- Eva Braun, 7. März – 30. April 1945
- Joseph Goebbels, 22. April – 1. Mai 1945
- Magda Goebbels, 22. April – 1. Mai 1945
- Robert von Greim, 26.–29. April 1945
- Hanna Reitsch, 26.–29. April 1945
- Hermann Göring, bis 20. April 1945
- Heinrich Himmler, bis 20. April 1945
- Martin Bormann, bis 1. Mai 1945
- Werner Naumann, bis 1. Mai 1945

## Filme
Die Ereignisse am Ende des Zweiten Weltkriegs bis zu den Suiziden Hitlers, Eva Brauns sowie von Joseph und Magda Goebbels zeichnen die Spielfilme Der letzte Akt (1955), Hitler – Die letzten zehn Tage (1973), Der Bunker (1981) und Der Untergang (2004) nach.